# 邱得魏宅

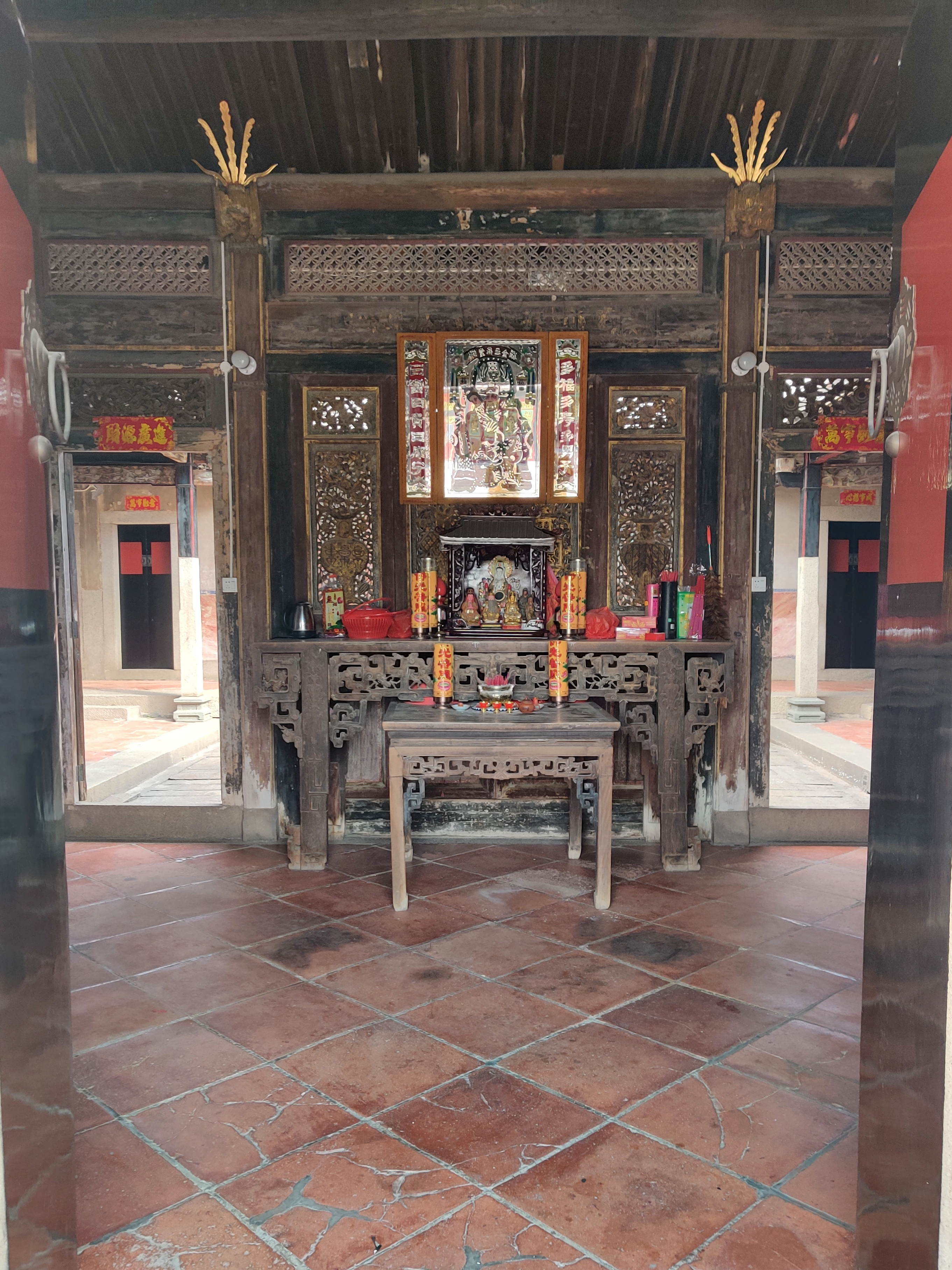
第一进内景

邱得魏宅是位于厦门市海沧区的一座传统闽南红砖建筑，原名庆寿堂，原主人为越南华侨邱得魏。始建于清末同治时期，民国时期重修多次。东南-西北朝向，一共三进，有左右厢房、护厝。总宽41米，进深56米，面积约2296平方米。叠顶建筑，墙上架木梁。前落平脊、马鞍形山墙，面阔十间进深一间。正厅高6.5米。第二、三落则为面阔三间进深两间，双燕尾脊。门前有四方形凉亭组成私塾。天井两侧各有厢房一间。左右护厝平脊、马鞍形山墙，面阔六间进深一间。
该建筑主要以各种精美的雕刻闻名，有木雕狮子、花鸟；石雕“花开富贵”图、螭龙纹石窗、古物、各类吉祥动物等。采用了浮雕、透雕等表现手法。水车堵上绘山水图。大门左右两侧有“花开富贵”彩绘。窗额上有卷轴书画册页装饰。屋脊上有螭龙、花卉等造型。